# Johann Ulrich Michael
Johann Ulrich Michael (* 1. Mai 1850 in Wergenstein; † 4. Juli 1931 in Chur) war ein Schweizer reformierter Geistlicher.

## Leben
Johann Ulrich Michael wurde in Wergenstein im Kanton Graubünden am 1. Mai 1850 geboren, studierte Theologie und wurde am 3. Juli 1876 in Chur in die evangelisch-rätische Synode aufgenommen. Da er damit als Pfarrer im Kanton amtieren durfte, wurde er noch im gleichen Jahr Geistlicher in Soglio GR. Zwei Jahre danach wechselte er den Pfarrposten nach Langwies. Gleichzeitig wurde ihm Arosa zugeteilt. Nach 14 Monaten wechselte er nach Vicosoprano. Während dieser Tätigkeit dachte er über die Vor- und Nachbildung von Gemeindepfarrern nach und hielt 1888 einen Vortrag zu diesem Themas vor der Synode. 1895 berief man ihn nach Chur, wo er Professor für Religion an der Bündner Kantonsschule wurde. 1916 wurde er Pfarrer in Brusio. Sechs Jahre später trat er in den Ruhestand, den er in Chur verbrachte. Dort verstarb er am 4. Juli 1931 im Alter von 81 Jahren.

## Werke
- Ansprache des Herrn Prof. Michael bei der Konfirmation der Kantonsschüler am Palmsonntag 1897 (Chur 1897)
- Ansprache an die Konfirmanden der Kantonsschule gehalten in der Regulakirche am 26. März 1899 (Chur 1899)
- Der Übertritt von Dekan Balthasar Castelberg und Pfarrer Valentin Castelberg (Chur 1902)
- Rede bei der Konfirmation der Kantonsschüler den 21. März 1902 (Chur 1902)
- Konfirmations-Rede gehalten von Herrn Pfarrer Michael am Palmsonntag 5. April 1903 (Chur 1903)
- Ansprache des Herrn Professor Michael bei der Confirmation der Kantonsschüler am Palmsonntag 1905 (Chur 1905)
- Ansprache des Herrn Professor Michael bei der Konfirmation der Kantonsschüler am Palmsonntag 1907 (Chur 1907)
- Ansprache des Herrn Professor Michael bei der Konfirmation der Kantonsschüler am Palmsonntag 1909 (Chur 1909)
- Konfirmationsrede, gehalten von Herrn Prof. Johann Ulrich Michael am 16. März 1913 in der Regulakirche in Chur (Chur 1913)
- Konfirmationsrede gehalten von Herrn Pfarrer Johann Ulrich Michael am 28. März 1915 in der Regulakirche in Chur (Chur 1915)